# Пьюласки (Виргиния)
Пьюласки (англ. Pulaski) — город и административный центр округа Пьюласки в штате Виргиния в Соединённых Штатах Америки.
По данным переписи 2020 года, население составляло 8985 человек.

## История
Статус города населённый пункт получил в 1886 году и был назван в честь польского графа Казимира Пулавского, героя войны за независимость США, который считается «отцом американской кавалерии».
8 апреля 2011 года на Пьюласки обрушились два мощных торнадо, которые разрушив 31 здание и повредив 77 других, нанесли городу существенный материальный урон.
В Национальный реестр исторических мест США занесены Калфи Парк, здание театра Долтон, здание окружного суда и другие достопримечательности Пьюласки.

## География
По данным Бюро переписи населения США, общая площадь города составляет 7,8 квадратных миль (12,5 км2), и вся она приходится на сушу.